# Монастероло-дель-Кастелло
Монастероло-дель-Кастелло (італ. Monasterolo del Castello) — муніципалітет в Італії, у регіоні Ломбардія,  провінція Бергамо.
Монастероло-дель-Кастелло розташоване на відстані близько 480 км на північний захід від Рима, 70 км на північний схід від Мілана, 22 км на схід від Бергамо.
Населення — 1164 особи (2014).
Щорічний фестиваль відбувається 15 серпня. Покровителька — Богородиця Небовзята.

## Демографія
Населення за роками:

Станом на 1 січня 2023 року в муніципалітеті офіційно проживав 81 іноземець з 19 країн, серед них 26 громадян країн Євросоюзу та 19 громадян України.

## Сусідні муніципалітети
- Адрара-Сан-Мартіно
- Адрара-Сан-Рокко
- Казацца
- Ендіне-Гаяно
- Фонтено
- Гроне
- Ранцаніко
- Спіноне-аль-Лаго